# Lanistes neavei
Lanistes neavei е вид коремоного от семейство Ampullariidae.

## Разпространение
Видът е разпространен в Демократична република Конго и Замбия.